# Spinadesco
Spinadesco är en ort och kommun i provinsen Cremona i regionen Lombardiet i Italien. Kommunen hade 1 476 invånare (2018).